# Мпонела (громада)
Мпоне́ла (англ. Mponela) — традиційна громада у складі дистрикту Дова Центрального регіону Малаві.
Населення — 50551 особа (2018).